# 金有娜
金有娜（韓語：김유나，1998年2月5日—2022年10月30日） ，韩国啦啦队隊員。她因為梨泰院踩踏事故而去世，其喪禮於2022年11月1日上午8時在首爾大學醫院舉行，安葬在首爾追悼公園的分洞廳。 

## 職業
- 2016年，她作為LG雙子隊的新進最年輕啦啦隊員進行了應援[6]，並在2018年為起亞虎隊加油。

## 职业
- LG雙子啦啦隊
- 起亞虎啦啦隊

## 外部連結
- 金有娜的Instagram帳戶